# Shughni (Sprache)
Shughni, Schugni oder Schughni (persisch: شغنانی Chughni) ist eine südostiranische Sprache, die in Tadschikistan und in der Provinz Badachschan in Afghanistan gesprochen wird.
Wie viele iranische bzw. indogermanische Sprachen tendiert Schughni zur SOP-Wortreihenfolge, unterscheidet ein männliches und ein weibliches Geschlecht in Substantiven und einigen Adjektiven sowie die 3. Person Singular von Verben. Schughni hat bei seinen Pronomen eine Zweikasusflexion mit einem Rektus-Fall (Nominativ) und einem Obliquus für alles andere. Der Ruschani-Dialekt ist bekannt für eine typologisch ungewöhnliche „zweifache Obliquus“-Konstruktion, die in der Vergangenheitsform auch als „transitiver Fall“ bezeichnet wird. Schughni ist nahe mit Jasghulami verwandt.

## Dialekte und Schrift
Ruschani, Bartangi, Oroschor (Roschorvi), Chufi und Schughni gelten als Dialekte. Bartangi und Chufi unterscheiden sich jedoch stark und sind eventuell eigenständige Sprachen.
In Afghanistan wird die persische Variante der arabischen Schrift verwendet, in Tadschikistan die kyrillische Schrift. Zudem wird auch die Lateinische Schrift verwendet.